# Dorcadion pasquieri
Dorcadion pasquieri là một loài bọ cánh cứng trong họ Cerambycidae.